# NGC 3025
NGC 3025 (również PGC 28249) – galaktyka soczewkowata (S0), znajdująca się w gwiazdozbiorze Hydry. Odkrył ją John Herschel 21 marca 1835 roku.